# 新沼希空
新沼希空（1999年10月20日—），愛知縣出身，隸屬於演藝經紀公司UP-FRONT AGENCY旗下，2013年9月成為Hello! Pro研修生(第20期)，2015年4月29日被選為新團體山茶花工廠的六位初始成員之一，2017年2月22日推出3A單曲「初戀日出 / Just Try! / 美麗的山茶花」正式出道。

## 個人簡歷
2013年
- 8月，在＜モーニング娘。12期メンバー「未来少女」オーディション＞最後的合宿審查階段落選。
- 9月，成為Hello! Pro研修生。

2015年
- 4月29日，被選為新團體山茶花工廠的六位初始成員之一。

2017年
- 2月22日，以山茶花工廠成員的身分推出3A單曲「初戀日出 / Just Try! / 美麗的山茶花」正式出道。

2019年
- 5月17日，於上班途中在樓梯跌倒導致尾骨骨折與臀部挫傷而休養了一段時日。

2021年
- 12月31日，被選為副隊長。

## 外部連結
- 官網個人檔案 （页面存档备份，存于）
- 新沼希空的Instagram帳戶
- 新沼希空的X（前Twitter）